# Zapata (Texas)
Zapata è un census-designated place (CDP) degli Stati Uniti d'America e capoluogo della contea di Zapata nello Stato del Texas. La popolazione era di 5,089 persone al censimento del 2010. Essendo una comunità non incorporata, Zapata non ha un consiglio comunale, ma come tutte le 254 contee del Texas vengono eletti quattro commissari di contea e un giudice amministrativo.

## Geografia fisica
Zapata è situata a 26°54′22″N 99°16′12″W (26.906244, -99.270007).
Secondo lo United States Census Bureau, la città ha una superficie totale di 24,96 km², dei quali 19,77 km² di territorio e 5,19 km² di acque interne (20,79% del totale).

## Storia
Zapata prende questo nome in onore di José Antonio Zapata Rocha (morto nel 1839), comandante rivoluzionario che ha servito nella cavalleria della Repubblica del Rio Grande, di cui la città faceva parte.

## Società

### Evoluzione demografica
Secondo il censimento del 2010, c'erano 5,089 persone.

### Etnie e minoranze straniere
Secondo il censimento del 2010, la composizione etnica della città era formata dal 92,38% di bianchi, lo 0,02% di afroamericani, lo 0,06% di nativi americani, lo 0,18% di asiatici, lo 0% di oceanici, il 6,82% di altre razze, e lo 0,55% di due o più etnie. Ispanici o latinos di qualunque razza erano il 94,99% della popolazione.